# El Colorado, Santiago del Estero
El Colorado är en ort i Argentina.   Den ligger i provinsen Santiago del Estero, i den norra delen av landet, 800 km norr om huvudstaden Buenos Aires. El Colorado ligger 97 meter över havet och antalet invånare är 735.
Terrängen runt El Colorado är platt. Runt El Colorado är det mycket glesbefolkat, med 2 invånare per kvadratkilometer..
Trakten runt El Colorado består i huvudsak av gräsmarker.